# Nguyễn Văn Mạnh (chính khách)
Nguyễn Văn Mạnh (sinh ngày 15 tháng 4 năm 1978) là Đại biểu Quốc hội nước Cộng hòa xã hội chủ nghĩa Việt Nam. Ông hiện là Tỉnh ủy viên, Phó Trưởng Đoàn Đại biểu Quốc hội chuyên trách tỉnh Vĩnh Phúc, Ủy viên Ủy ban Kinh tế của Quốc hội, Đại biểu Quốc hội khóa XV từ Vĩnh Phúc. Ông từng là Bí thư Thành ủy Phúc Yên, Vĩnh Phúc; Ủy viên Ban Chấp hành Trung ương Đoàn Thanh niên Cộng sản Hồ Chí Minh, Bí thư Tỉnh đoàn Vĩnh Phúc.
Nguyễn Văn Mạnh là đảng viên Đảng Cộng sản Việt Nam. học vị Cử nhân Sư phạm Lịch sử, Thạc sĩ Hành chính công, Cao cấp lý luận chính trị. Ông có sự nghiệp đều công tác ở tỉnh Vĩnh Phúc.

## Xuất thân và giáo dục
Nguyễn Văn Mạnh sinh ngày 15 tháng 4 năm 1978 tại Vĩnh Phúc, quê quán ở xã Liên Mạc, huyện Mê Linh, thành phố Hà Nội. Ông lớn lên và tốt nghiệp phổ thông 12/12, thi đỗ và theo học đại học Trường Đại học Sư phạm Hà Nội và tốt nghiệp Cử nhân Sư phạm Lịch sử, sau đó tiếp tục học cao học và nhận bằng Thạc sĩ Hành chính công. Ông được kết nạp Đảng Cộng sản Việt Nam vào ngày 18 tháng 7 năm 2003, trở thành đảng viên chính thức sau đó 1 năm, từng theo học các khóa chính trị ở Học viện Chính trị Quốc gia Hồ Chí Minh và tốt nghiệp Cao cấp lý luận chính trị.

## Sự nghiệp
Tháng 9 năm 2001, sau khi tốt nghiệp trường Sư phạm, Nguyễn Văn Mạnh trở về Vĩnh Phúc, được Sở Giáo dục và Đào tạo tỉnh Vĩnh Phúc tuyển dụng viên chức và phân công về Trường Trung học phổ thông bán công Nguyễn Thái Học ở thành phố Vĩnh Yên làm giáo viên. Ông dần là Tổ trưởng chuyên môn, tham gia công tác Đoàn Thanh niên Cộng sản Hồ Chí Minh và được bầu làm Phó Bí thư rồi Bí thư Đoàn trường. Sau đó gần 4 năm, tháng 4 năm 2005, ông được điều lên Tỉnh đoàn Vĩnh Phúc, là Chuyên viên Ban Tư tưởng Văn hóa, rồi thăng chức Phó Trưởng Ban Thanh niên Nông công nghiệp của Tỉnh đoàn. Tháng 8 năm 2009, ông được bầu làm Ủy viên Ban Chấp hành Tỉnh đoàn, là Phó Chánh Văn phòng phụ trách, rồi Chánh Văn phòng, Bí thư Chi bộ, Đảng ủy viên Đảng Bộ Tỉnh đoàn, và là Ủy viên Ban Thường vụ Tỉnh đoàn Vĩnh Phúc từ tháng 12 năm 2010. Tháng 9 năm 2011, Nguyễn Văn Mạnh được bầu làm Phó Bí thư Tỉnh đoàn, kiêm Chủ nhiệm Ủy Ban Kiểm tra Đảng bộ Tỉnh đoàn Vĩnh Phúc, rồi đến tháng 12 năm 2012 thì được bầu làm Ủy viên Ban Chấp hành Trung ương Đoàn, phân công làm Phó Bí thư thường trực Tỉnh đoàn và chính thức nhậm chức Bí thư Tỉnh đoàn từ tháng 11 năm 2014. Trong giai đoạn này, ông còn là Phó Bí thư Đảng ủy, Chủ nhiệm Ủy Ban Kiểm tra Đảng bộ Tỉnh đoàn, Ủy viên Đoàn Chủ tịch Trung ương Hội Liên hiệp Thanh niên Việt Nam, Chủ tịch Hội Liên hiệp Thanh niên Việt Nam tỉnh Vĩnh Phúc.
Tháng 10 năm 2015, tại Đại hội Đảng bộ tỉnh Vĩnh Phúc lần thứ XVI, nhiệm kỳ 2015–2020, Nguyễn Văn Mạnh được bầu làm Ủy viên Ban Chấp hành Đảng bộ tỉnh, tiếp tục lãnh đạo công tác thanh niên của tỉnh cho đến tháng 3 năm 2016 thì được điều chuyển làm Phó Trưởng Ban Tuyên giáo Tỉnh ủy Vĩnh Phúc. Tháng 8 năm 2016, ông được điều chuyển tiếp làm Phó Trưởng ban thường trực Ban Tổ chức Tỉnh ủy, công tác hơn 2 năm cho đến tháng 11 năm 2018 thì được điều về thành phố Phúc Yên, nhậm chức Bí Thư Thành ủy Phúc Yên, tái đắc cử Tỉnh ủy viên tại Đại hội Đảng bộ tỉnh lần thứ XVII, nhiệm kỳ 2020–2025. Tháng 3 năm 2021, ông trở lại Tỉnh ủy làm Phó Trưởng Ban Tổ chức Tỉnh ủy Vĩnh Phúc. Cũng trong năm này, ông được Ủy ban Mặt trận Tổ quốc Việt Nam tỉnh giới thiệu tham gia ứng cử đại biểu quốc hội từ Vĩnh Phúc, bầu cử ở đơn vị bầu cử số 2 gồm huyện Sông Lô, Tam Dương, Tam Đảo, Lập Thạch, Bình Xuyên, rồi trúng cử Đại biểu Quốc hội khóa XV với tỷ lệ 86,57%. Ngày 21 tháng 7 năm 2021, ông được phê chuẩn làm Ủy viên Ủy ban Kinh tế của Quốc hội, và Phó Trưởng Đoàn Đại biểu Quốc hội chuyên trách tỉnh Vĩnh Phúc.